# Opel Frontera
L'Opel Frontera és el primer model off-road de la casa Opel, llançat el 1991.

## Descripció
L'Opel Frontera és el primer model off-road de la casa Opel. Llançat el 1991, és un tot terreny amb xassís de llargers i carrosseria cargolada, amb quatre rodes motrius que, segons la posició de la palanca de canvi, té la possibilitat d'anar amb tracció pel darrere per l'asfalt o tracció a les quatre rodes pel camp o superfícies amb poca adherència. Per a les situacions 4x4 complicades disposa també de reductores que li permeten circular per zones impossibles per a altres vehicles. Va ser introduït per General Motors amb diferents noms. La primera versió (Frontera A) va ser fabricada el desembre de 1991 i es va comercialitzar a l'estat espanyol a mitjans de 1992. El Frontera es tractava d'una reinterpretació d'un model comercialitzat per OPEL, l'OPEL Frontera o OPEL Rodeo (segons els mercats), però adaptat a les preferències europees, especialment pel que fa a motoritzacions.
Des del començament hi havia un model amb 3 portes i amb motor de 2.4 litres de gasolina, i el model Frontera Sport, amb 3 portes i motor de 2 litres de gasolina. El motor 2.3 TD de 2300cc turbodièsel només estava disponible per al model de cinc portes. Inicialment disposaven de suspensió davantera independent per barres de torsió i en la de darrere d'eix rígid amb ballestes. La tardor de 1995 es va produir el primer canvi significatiu en el model: una nova suspensió i un nou habitacle amb airbags. L'estiu de 1996 va finalitzar la producció del Frontera A i començà la del Frontera B, amb nous interiors, exteriors retocats, motors amb més potència i més moderns per a complir les noves normes anti-contaminació.

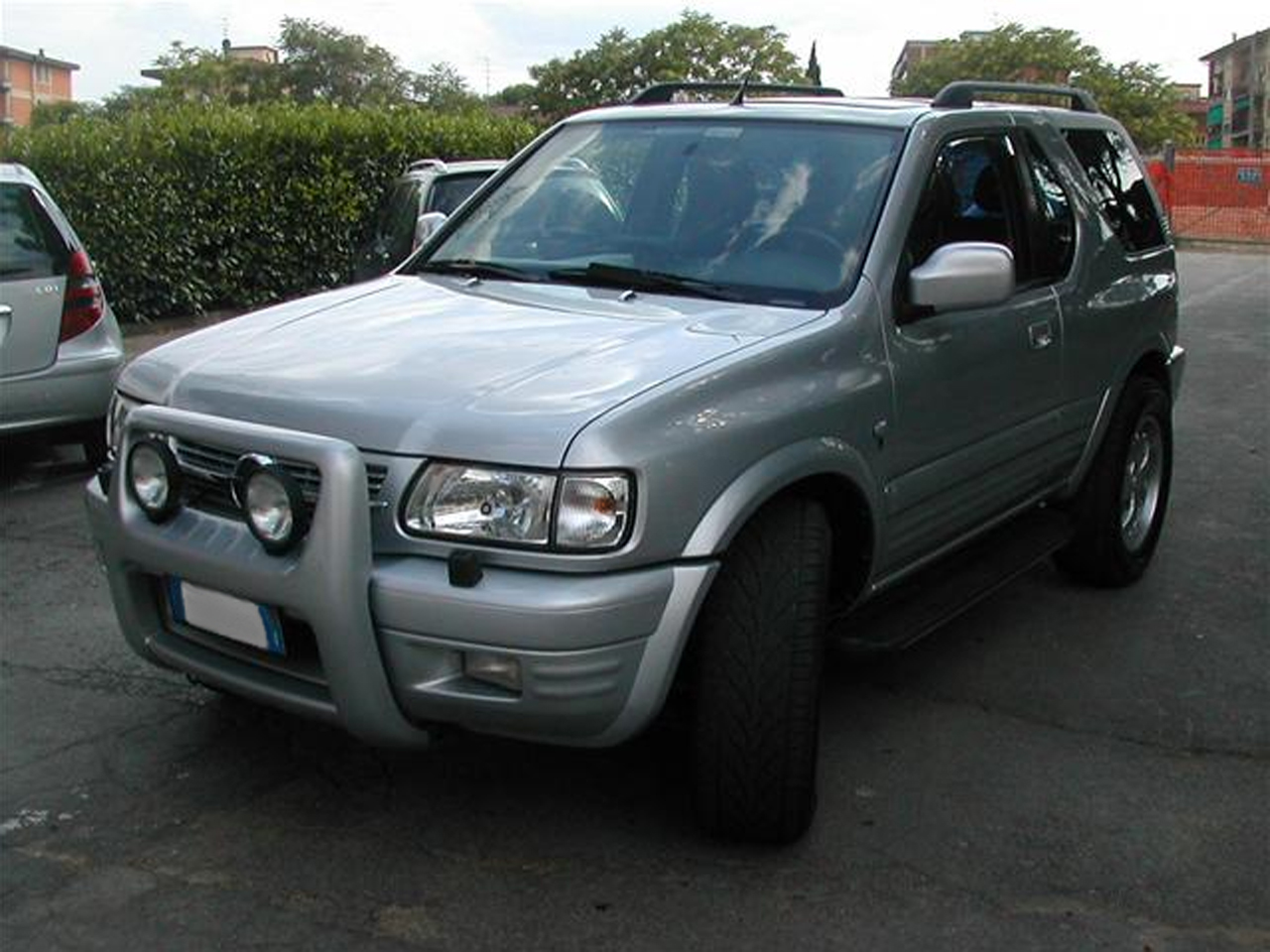
1998 Opel Frontera Restyling

## Opel Frontera 2300 TD
Amb un motor dièsel de 2.300 cc i 100 CV de potència màxima, era l'evolució de l'instal·lat a algunes versions de l'Opel Omega. Tot i que la potència era l'habitual en vehicles del seu tipus a la seva època, la seva menor cilindrada respecte de la competència li feia perdre punts en l'acceleració i les recuperacions. El motor i la culata eren de fosa. La seva configuració era d'injecció mecànica indirecta (amb precàmera) i sobrealimentador turbo amb intercanviador de calor i refrigeració de l'oli. Aquesta primera generació reutilitzava un esquema tècnic bastant clàssic, amb un xassís independent al qual es cargola la carrosseria, suspensió independent a l'eix davanter amb eix rígid suportat per ballestes en el posterior. La transmissió era normalment a les rodes posteriors amb la davantera connectable en moviment. Incorporava també reductores. L'espai és bastant ampli per a un ús familiar, però ja per l'època es feia notar l'antiquat en el disseny de l'interior i el quadre d'instruments. La capacitat del maleter s'amplià molt, posteriorment, amb el canvi d'ubicació de la roda de recanvi, que era a dintre, i que es va situar a l'exterior, en un voluminós suport que s'havia de moure abans d'obrir la porta. En carretera té un comportament honest per la seva disposició tècnica. Tot i que pot arribar als 150 km/h, la seva acceleració és molt pobre i per passar de 0 a 100 km/h triga més de 20 segons. En camins s'aprecia el desajust entre la suau suspensió davantera i les brusques reaccions de les ballestes posteriors. Té al seu favor unes autèntiques reductores amb desenvolupaments molt curts per afrontar pujades i obstacles a baixa velocitat. Per contra, té uns angles d'atac bastant discrets i una altura lliure al terra de 18,5 cm que no inviten a buscar excessives complicacions off-road.

## Fitxa tècnica
Fitxa tècnica
- Motor tipus: Quatre cilindres turbodièsel.
- Cilindrada: 2.260 c.c.
- Potència màxima: 100 CV a 4.200 rpm.
- Par màxim: 24,9 kg.m a 2.200 rpm.
- Canvi: Manual de cinc velocitats i reductors.
- Xassís: Xassís de bigues i travesseres amb carrosseria cargolada.
- Suspensió davant/darrere: Independent / Eix rígid amb ballestes
- Frens: Discs ventilats al davant, tambors al darrere.
- Pneumàtics: 255 / 75 R15.
- Llarg x ample x alt: 4.480 x 1.728 x 1.645 mm.
- Pes en buit: 1.784 kg..
- Distància entre eixos: 2.760 mm.
- Velocitat màxima: 148 km / h.
- Acceleració 0 a 100 km/h.: 21 segons
- Consum mitjà: 13,6 L / 100 km.
- Altura lliure: 18,5 cm.
- Angles: Atac: 36º, sortida: 29º, ventral: 21º.